# Centronia peruviana
Espèce
Statut de conservation UICN

 VU B1+2c : Vulnérable
Centronia peruviana est une espèce de plantes à fleurs de la famille des Melastomataceae endémique du Pérou.

## Publication originale
- Publications of the Field Museum of Natural History, Botanical Series 13(4/1): 327. 1941.